# Sylvia (film)
Sylvia is een film uit 2003 van regisseur Christine Jeffs met in de hoofdrollen Gwyneth Paltrow en Daniel Craig
De film is gebaseerd op het laatste deel van het leven (1956-1963) van dichteres Sylvia Plath en haar huwelijk met dichter Ted Hughes.

## Verhaal
Sylvia Plath, dochter van een academicus en zijn veel jongere vrouw, schrijft op achtjarige leeftijd al haar eerste gedicht. Vlak na deze gebeurtenis overlijdt haar vader aan een verwaarloosde diabetes. Sylvia krijgt in toenemende mate te maken met zware depressies en doet een zelfmoordpoging in 1953 als ze op Smith College studeert. Ze wordt succesvol behandeld en gaat in Engeland aan Newnham College, Cambridge studeren met een beurs. In Cambridge leest ze in een tijdschrift enige gedichten van Ted Hughes. De twee ontmoeten elkaar en trouwen in 1956. Plath krijgt meer en meer last van een schrijversblok terwijl haar leven wordt beheerst door de succesvolle carrière van Hughes. In 1962 wordt haar dochter Frieda geboren en twee jaar later haar zoon Nicolas. Het huwelijk van Plath en Hughes is niet gelukkig. Hughes is zijn vrouw ontrouw en hij verlaat haar ten slotte voor haar vriendin Assia Wevill. Plath raakt in toenemende mate depressief, maar komt wel weer tot dichten en ze schrijft het gedicht Ariel, dat postuum zal worden gepubliceerd. In de winter van 1962 woont ze alleen met haar kinderen in een huis in Londen en raakt steeds verder in een neerwaartse spiraal. Begin 1963 pleegt ze zelfmoord door haar hoofd in de oven te stoppen, nadat ze het gas had opengedraaid. Ze werd slechts dertig jaar oud.

## Rolverdeling
| Acteur          | Personage     | Opmerkingen |
| --------------- | ------------- | ----------- |
| Gwyneth Paltrow | Sylvia Plath  | hoofdrol    |
| Daniel Craig    | Ted Hughes    | hoofdrol    |
| Amira Casar     | Assia Wevill  |             |
| Blythe Danner   | Aurelia Plath |             |

## Achtergrond
Het korte leven van Sylvia Plath werd gekenmerkt door zware depressies. Niet alleen in haar gedichten, maar ook in haar enige roman The Bell Jar komt een vrouw naar voren die niet kan omgaan met het leven. De film probeert met name het laatste deel van Plaths leven te laten zien, de periode 1956-1963. Gwyneth Paltrow speelt Plath als neurotische en onzekere vrouw die jaloers is op elke vrouw die met haar man omgaat. Sommige critici vonden dat er te weinig aandacht was voor Plath als dichteres en dat Ted Hughes te veel alleen als overspelige man werd neergezet. De dochter van Plath en Hughes, Frieda, vond in ieder geval dat de makers van de film haar moeders nagedachtenis misbruikten door er een goedkope sensatiefilm van te maken. Ze was zo boos dat ze een gedicht schreef over de film:
- Now they want to make a film
- For anyone lacking the ability
- To imagine the body, head in oven,
- Orphaning children [...]
- [...] they think
- I should give them my mother's words
- To fill the mouth of their monster,
- Their Sylvia Suicide Doll
- Nu willen ze een film maken
- Voor al die mensen die het vermogen missen
- Om het lichaam, het hoofd in de oven te visualiseren
- Kinderen tot wees te maken […]
- […] Ze denken
- Dat ik hen mijn moeders woorden moet geven
- Om zo de bek van het monster te vullen
- Hun Sylvia Zelfmoordpop […]
- Uit: My Mother, in The Book of Mirrors (2003)

Er was meer kritiek op de film. Elizabeth Sigmund, een vriendin van Plath, was weinig te spreken over het feit dat de film vrijwel niets laat zien van de gelukkige momenten die er tussen Plath en Hughes waren. Ook was ze boos over een scène waarbij een woedende Plath haar man de deur uitgooit nadat ze zijn ontrouw heeft ontdekt. Volgens Sigmund was Plath nooit zo agressief, ook niet na de ontrouw van Hughes. Ze vond dat de film veel te donker van toon is en Plath neerzet als alleen maar een zieke depressieve vrouw, terwijl dit volgens haar ver bezijden de waarheid was.

## Productie
Voor de opnames kon geen gebruik worden gemaakt van de hulp van Frieda Hughes, de dochter van Plath (zie boven) die categorisch weigerde mee te werken aan een 'exploitatie van haar moeders zelfmoord'. Ze gaf geen inzage in haar moeders literaire erfenis. De film zelf werd opgenomen in Londen en Cambridge. Studentes van de Universiteit van Cambridge werden ingehuurd als figuranten. Om in de sfeer van de film te blijven verbleef Gwyneth Paltrow gedurende de opnames in Q staircase van het Tree Court, Gonville & Caius College in Cambridge. De echte moeder van Paltrow, actrice Blythe Danner, speelt in de film de moeder van Plath. Het was de eerste keer dat moeder en dochter ook in de film moeder en dochter speelden en de tweede keer (na Cruel Doubt uit 1991) dat ze samen in een film speelden.